# 上海（国际）花展
上海 (国际) 花展是中華人民共和國上海市规模最大的综合性园艺展览，創辦於2007年，每年春季在上海植物園舉行。

## 歷史
为迎接2010年上海世博会，上海植物园在2007年舉辦上海春季花展，2008年起升格為上海花展。2010年開始每年的花展確定主題。2015年，上海花展更名为上海（国际）花展。